# Eulachnesia monnei
Eulachnesia monnei är en skalbaggsart som beskrevs av Martins och Maria Helena M. Galileo 1996. Eulachnesia monnei ingår i släktet Eulachnesia och familjen långhorningar. Inga underarter finns listade i Catalogue of Life.